# TERA
TERA (OOUR računala TERA) ime je podružinicu tvtke Tehničar iz Zagreba. TERA se bavila održavanjem, razvojem i prodajom računarskih sistema. TERA je skupa sa SRCE razvio računarske sisteme za ZOI u Sarajevu 1984. za praćenje i prikaz rezultata preko video signala.

## Proizvodi

### Sklopovlje
- Tera-3 - mikroračunarski sistem za obradu podataka[1]
  - Mikroprocesor: Zilog Z80
  - Takt: 2,5Mhz ili 4Mhz
  - RAM: 64Kb
  - ROM:
  - Disketa: 5 1/4" kapaciteta 1.6MB (FDU)
  - Kruti disk: 20Mb ili 27MB (HDU)
  - Operacijski sistem: CP/M
  - Terminali: TRS-838
  - Pisači: TRS-825,TRS-835,TERA-119
- Tera-4 - multikorisnički sistem  ( 4 korisnika)
  - Mikroprocesor: višestruki Zilog Z80
  - RAM: 1MB
  - ROM: ??
  - Operacijski sistem: CP/M
  - Posebnosti: 4 x DMA kanala, 16 razina prekida
  - Tera-6 - multikorisnički sistem (6 korisnika)
- Tera-11 - uređaj za mješanje 4 video izlaza s računarskim za prikazivanje rezultata na sportskim natjecanjima[2]
- Terminali
- Pisači:
  - Tera-119/160
  - Tera-825
  - Tera-VT/300
- Blagajnički sistem MINIT
- Tera 87 - šalterski terminal
- Tera /AKZ 87 - terminal za prodaju i rezervaciju autobuskih karata
- Tera 88 - inteligentna tipkovnica

### Softver
- Tera-Edit - aplikacija za obradu teksta
- Tera-Forma - aplikacija za obradu obrazaca